# Almskivling
Almskivling (Hypsizygus ulmarius) är en svampart som först beskrevs av Pierre Bulliard (v. 1742–1793), och fick sitt nu gällande namn av Redhead 1984. Almskivling ingår i släktet Hypsizygus och familjen Lyophyllaceae.  Arten är reproducerande i Sverige. Inga underarter finns listade i Catalogue of Life.